# X-Uch
X-Uch är en ort i Mexiko.   Den ligger i kommunen Temozón och delstaten Yucatán, i den östra delen av landet, 1 200 km öster om huvudstaden Mexico City. X-Uch ligger 27 meter över havet och antalet invånare är 303.
Terrängen runt X-Uch är mycket platt. Runt X-Uch är det ganska glesbefolkat, med 45 invånare per kvadratkilometer. Närmaste större samhälle är Valladolid, 14,6 km sydväst om X-Uch. I omgivningarna runt X-Uch växer i huvudsak lövfällande lövskog.